# Arbuthnot Latham
La Banque Arbuthnot Latham & Co., Limited est une banque privée et banque d'affaires britannique basée près de Moorgate dans la City de Londres. Elle a le statut d'une des 12 maisons acceptantes. Elle vend des services bancaires, de gestion d'investissement et de planification de patrimoine aux particuliers fortunés et à des clients commerciaux.

## Histoire
Le 13 mai 1833 Alfred Latham et John A. Arbuthnot créent une entreprise de commerce général, baptisée Arbuthnot Latham, sise au 33 Great St Helen's, Lime Street (près de The Gherkin) dans la City de Londres.
L'entreprise  s'impliquer rapidement dans des opérations de financement et de prêt et devient une banque.
En 1981 la famille Arbuthnot de désengage de sa banque en la vendant à Dow Scandia (consortium  majoritairement détenu par Dow Chemical Company). Et Henry Angest (donateur du parti ) rejoint la banque. Peu de temps après, Dow revend Arbuthnot Latham.
En 1990, l'entreprise avait eu quatre propriétaires distincts et le nom Arbuthnot Latham avait été retiré. Mais avoir dirigé avec succès le rachat par la direction de Secure Homes (rebaptisé plus tard Secure Trust), Henry Angest achète en 1991 Arbuthnot Fund Managers (et donc le nom Arbuthnot Latham) , puis en 1994 il acquiert Aitken Hume Bank (pour un montant estimé à 3,2 millions de livres sterling).
En août 1994, Aitken Hume Bank est rebaptisée Arbuthnot Latham & Co.

## Opérations
Arbuthnot Latham se concentre sur trois pratiques commerciales principales : la banque privée, la banque commerciale et la gestion de patrimoine
Et à partir de mars 2021, Arbuthnot propose des «prêts de rebond» dans le cadre du programme de prêts de rebond (BBLS).

### Banque Privée
L'activité de banque privée d'Arbuthnot est structurée comme suit :
- Dirigeants & Entrepreneurs
- Sports, médias et divertissement
- Spécialiste
- Trésorerie

Arbuthnot Latham Manchester, qui possède un important portefeuille de clients de banque privée, aurait fait passer son bilan de 20 millions de livres sterling en 2016 à plus de 300 millions de livres sterling en 2021.

### Banque commerciale
L'activité de banque commerciale d'Arbuthnot est structurée comme suit :
- Solutions de prêt
- Acheter pour louer
- Financement immobilier
- Médias
- Spécialistes
- Prêts sur actifs
- Arbuthnot Spécialiste Finance
- Financement d'actifs Renaissance

En 2019, Arbuthnot Latham a remporté le prix de la Banque de l'année de City AM (initialement connu sous le nom de Banque de détail de l'année ), battant Monzo, OakNorth, Barclays et Credit Suisse.

### Gestion de patrimoine
L'activité de gestion de patrimoine d'Arbuthnot est structurée comme suit :
- Gestion des investissements
- Planification patrimoniale
- Planification de la retraite

En novembre 2020, le bras d'investissement d'Arbuthnot a reçu le prix d'excellence WealthBriefing MENA Awards " Meilleure banque privée - Offre de gestion de fonds discrétionnaire (DFM) ".

## Localisation
Durant son existence, Arbuthnot Latham a eu son siège social dans la City de Londres .
De 2004 à 2014, Arbuthnot était basé à Ropemaker Street ; l'une des anciennes « promenades en corde » qui existaient à la périphérie du Londres médiéval. L'emplacement choisi par Arbuthnot pour s'établir pendant cette période était très proche du gratte-ciel de la ville, CityPoint.
En 2014, Arbuthnot Latham a acquis la pleine propriété d'une propriété dans la rue Wilson, dans le quartier Bishopsgate de la ville, et a déménagé son siège social à cet endroit,.
Hors du centre de Londres, Arbuthnot Latham a aussi des bureaux à Gatwick Manchester, Exeter et Bristol.
Jusqu'en 2021, Arbuthnot avait un bureau international basé au Centre financier international de Dubaï. La fermeture de ce bureau a été partiellement attribuée à l'effondrement des revenus d'Arbuthnot à la suite de la pandémie de COVID-19.

## Détails
La banque fait partie du « Arbuthnot Banking Group » (anciennement connu sous le nom de Secure Trust Banking Group), coté sur l' Alternative Investment Market (AIM) et antérieurement coté à la Bourse de Londres .
En Avril 2022, l'ex-champion allemand de tennis Boris Becker a été déclaré coupable à Londres de quatre des 24 chefs de poursuites qui lui étaient reprochés en lien avec un prêt de 3,5 millions d'euros accordé par la banque Arbuthnot Latham avant qu'il ne se déclare en faillite personnelle.